# Thái Hồ, An Khánh
Thái Hồ (chữ Hán giản thể: 太湖县, Hán Việt: Thái Hồ huyện) là một huyện của địa cấp thị An Khánh, tỉnh An Huy, Cộng hòa Nhân dân Trung Hoa. Huyện này có diện tích 2031 km², dân số 560.000 người, mã số bưu chính 246400, huyện lỵ đóng tại trấn Phổ Hi. Về mặt hành chính, huyện Thái Hồ được chia thành 9 trấn và 6 hương. 
- Trấn: Phổ Hi, Từ Kiều, Di Đà, Tân Thương, Tiểu Trì, Tjư Tiền, Hoàng Trấn, Ngưu Trấn, Bắc Trung.
- Hương: Đại Thạch, Giang Đường, Thành Tây, Lưu Phán, Bách Lý, Triệu Hà.